# Витте, Гаспар де
Гаспар де Витте, или Каспар, Яспер де Вит (нидерл. Gaspar de Witte, Caspar, Jasper de Wit; 5 октября 1624, Антверпен — 20 марта 1681, Антверпен) — фламандский рисовальщик и живописец. Романист. Работал в Италии и Франции, затем вернулся в Антверпен, писал «римские пейзажи» и воображаемые картинные галереи.

## Биография
Гаспар де Витте был членом известной семьи потомственных художников. Он родился в Антверпене в семье живописца Питера де Витте Второго (1586—1651) и Барбары Ремеус. Его братья Петер де Витте Третий и Ян Батист де Витте также были художниками. Гаспар был крестником Герарда Зегерса, выдающегося антверпенского живописца и гравёра.
Гаспар де Витте вначале учился рисунку и живописи у отца, затем в 1646 году отправился в Италию, в Рим, где присоединился к объединению «Перелётные птицы» (Bentvueghels), ассоциации преимущественно голландских и фламандских художников, работавших в Риме. Согласно правилу членов общества, он принял новое «кривое» имя «Пескарь» (Grondel). Причина, по которой он был назван в честь этого вида рыб, неизвестна. Сообщается также, что около 1648 года художник был во Франции.
По возвращении в Антверпен, в 1650 году он стал членом антверпенской Гильдии Святого Луки. Гаспар де Витте также имел небольшую лавку по продаже малярных принадлежностей. Художник не был женат. 14 ноября 1655 года был зачислен в «Братство пожилых холостяков» («Sodaliteit van de bejaerde jongmans») и даже несколько раз был консультантом общества (1659, 1662, 1666, 1669, 1673). В 1670 году де Витте был помощником префекта, а в 1671 году — префектом.
Гравированный портрет Гаспара де Витте работы Рихарда Коллина по картине Антона Губо был опубликован в книге Корнелиса де Би под названием «Золотой кабинет благородного свободного искусства живописи» (Het Gulden der Edel Vry Schilderconst, 1662).
Учениками Гаспара де Витте были Корнелис Гюисманс и Адриан Вердоэль.

## Галерея
- Аллегория весны. Элегантные фигуры на озере с лодками. Между 1654 и 1681. Медь, масло. Частное собрание
- Аллегория осени. Фигуры, собирающие яблоки. Между 1644 и 1681. Медь, масло. Частное собрание
- Классический пейзаж с путешественниками и рекой. Между 1650 и 1680. Холст, масло. Национальный фонд, Великобритания
- Итальянский пейзаж с пастухами у фонтана. 1654. Холст, масло. Частное собрание
- Римский пейзаж с танцующими крестьянами. Между 1646 и 1681. Холст, масло. Частное собрание
- Совместно с И. Янссенсом и В. Шубертом ван Эренбергом. Интерьер коллекционера с множеством посетителей. Между 1639 и 1693. Холст, масло. Музей Жироде, Монтаржи
- Совместно с И. Янссенсом и В. Шубертом ван Эренбергом. Картинная галерея, посещаемая любителями искусства. Между 1639 и 1693. Холст, масло. Музей Жироде, Монтаржи